# Ashampoo WinOptimizer
Ashampoo WinOptimizer — условно-бесплатная программа, точнее, пакет программ, для оптимизации операционной системы за счёт её настройки и очистки, разработанная компанией Ashampoo. Работает на компьютерах под управлением ОС Microsoft Windows 7, 8, 10. По состоянию на 2021 год существуют три актуальные версии:
- платная (Ashampoo® WinOptimizer 19[1]);
- бесплатная (Ashampoo® WinOptimizer Free[2]) — версия Free требует бесплатной регистрации[4];
- под названием Ashampoo WinOptimizer 2021[3] распространяется бесплатная версия предыдущего платного выпуска программы — Ashampoo WinOptimizer 18[5].

В меню «О программе» Ashampoo® WinOptimizer Free по состоянию на сентябрь 2021 года показывает номер версии 17.00.33. Ещё один признак того, что WinOptimizer Free создана на основе «позапрошлой» платной версии — надпись в интерфейсе: «Автоматические функции доступны только в Ashampoo WinOptimizer 17!». Ashampoo WinOptimizer 2021 в меню «О программе» показывает номер версии 18.00.19.

## Возможности

### Ashampoo WinOptimizer FREE
Бесплатная (free) версия имеет такие возможности:
- Автоматический анализ системы при запуске программы.
- Очистка интернет-кэша, cookies, истории браузеров и других следов веб-сёрфинга.
- Дефрагментация реестра Windows.
- Управление службами Windows (аналог системной утилиты «Службы»).
- Управление автозагрузкой Windows.
- Управление работающими процессами (аналог вкладки «Процессы» в «Диспетчере задач» Windows).
- Удаление приложений (аналог раздела «Приложения и возможности» Параметров Windows 10 или раздела «Программы и компоненты» Панели управления Windows).
- «AntiSpy» — параметры конфиденциальности (интересный факт: служба времени Windows названа в WinOptimizer «бесполезным источником риска»).
- «Конфиденциальность Win10» — отдельный обширный раздел настроек конфиденциальности, актуальных только для Windows 10.
- Редактирование «привязок программ» (файловых ассоциаций).
- Настройка меню правой кнопки мыши («правого клика»)
- Отображение детальной информации о системе."
- Обнаружение «пожирателей ресурсов» — папок, файлов и типов данных, занимающих значительное место на диске.
- Тестирование производительности системы.
- Тестирование жёстких дисков.
- Управление шрифтами системы (аналог системных параметров «Шрифты»).
- Надёжное удаление файлов.
- Шифрование, разбиение, объединение файлов.
- Восстановление файлов.
- Проверка ссылок на программы (список ярлыков программ на рабочем столе и в меню «Пуск» с указанием неверных ярлыков). Неверные ярлыки можно удалить или исправить вручную («свойства»).
- Управление «скрытыми ADS-потоками» (альтернативными потоками данных).
- Управление точками восстановления системы.
- Управление правами пользователей.
- Управление схемами электропитания (аналог раздела «Электропитание» Панели управления Windows).
- Отмена изменений, сделанных с помощью Ashampoo WinOptimizer.

### Ashampoo WinOptimizer 19
Платная версия, кроме вышеперечисленного, имеет следующие возможности:
- Оптимизация «в один клик».
- Освобождение места на диске.
- Дефрагментация данных на жёстких дисках (аналог стандартного средства Windows —  «Оптимизация дисков»).
- Оптимизация системы для SSD.
- Оптимизация параметров сети.
- Очистка реестра Windows.
- «Управление параметрами системы».
- Управление расширениями браузеров.
- «Просмотр состояния жёстких дисков».
- Проверка дисков на ошибки.
- Поиск дубликатов файлов.
- Управление порядком иконок (значков).
- Создание заданий по обслуживанию системы.

### Ashampoo WinOptimizer 2021
Программа, являющаяся бесплатной версией предыдущего выпуска WinOptimizer (18), имеет некоторые возможности платной версии программы, недоступные в версии «Free». Распространяется при условии бесплатной регистрации, как и при использовании версии «Free». В частности, доступны:
- Оптимизация параметров сети.
- Проверка дисков на ошибки.

## Системные требования
- Операционная система Windows 10, Windows 8 или Windows 7.
- Для использования программы требуются полные права администратора.
- Для активации программы требуется подключение к Интернету. Лицензия будет периодически проверяться с заданными интервалами времени.
- Разрешение экрана не менее 1280x768 (рекомендуется 1920x1080).[7]